# Aquaporina 2
L'aquaporina 2, o AQP2 és l'única aquaporina regulada per l'hormona antidiürètica o vasopressina, i es regula de dues maneres: 

-una regulació a curt termini (minuts) a partir del tràfic de les vesícules d'AQP2 cap a la regió apical on es fusionen amb la membrana apical plasmàtica.

-una regulació a llarg termini (dies) a partir d'un augment de l'expressió gènica de la AQP2.

Aquesta aquaporina també està regulada pel consum d'aliments: els greixos redueixen l'expressió independentment de l'hormona antidiürètica.

També s'ha vist que l'augment de l'expressió gènica de la AQP2 està associada a condicions de retenció d'aigua, tals com l'embaràs o la insuficiència cardíaca.